# MGP Nordic 2006
MGP Nordic 2006 var en nordisk musiktävling för barn och ungdomar som hölls i Stockholm i Sverige den 25 november 2006. Vann gjorde SEB från Danmark med låten Tro på os to. De fick 127 poäng.

## Representanter
Det är tre deltagare från vardera länderna.

### Danmark
| Land    | Deltagare | Bidrag           | Hemmaplan |
| ------- | --------- | ---------------- | --------- |
| Danmark | SEB       | Tro på os to     | 1:a       |
| Danmark | Foz'n's   | Mit hood         | 2:a       |
| Danmark | WeMix     | Få din boogie på | 3:a       |

### Norge
| Land  | Deltagare | Bidrag           | Hemmaplan |
| ----- | --------- | ---------------- | --------- |
| Norge | Ole Runar | Fotball e supert | 1:a       |
| Norge | Sondre    | Tatt             | 2:a       |
| Norge | Drops     | Sjokoland        | 3:a       |

### Sverige
| Land    | Deltagare           | Bidrag                   | Hemmaplan |
| ------- | ------------------- | ------------------------ | --------- |
| Sverige | Benjamin            | Hej Sofia                | 1:a       |
| Sverige | Sanna Martinez-Matz | Genom skog, berg och hav | 2:a       |
| Sverige | MADE                | Inga känslor kvar        | 3:a       |

## Poängtavla
|           | Telefonröster |         |    |
| Danmark   | Norge         | Sverige |    |
| SEB       | X             | 56      | 71 |
| Ole Runar | 27            | X       | 29 |
| Sanna     | 73            | 44      | X  |

## Slutresultat
1. SEB - Tro på os to , 127 poäng
2. Sanna Martinez-Matz - Genom skog, berg och hav , 117 poäng
3. Ole Runar - Fotball e supert , 56 poäng

Övriga deltagare kom på en delad fjärde plats.